# 膨脹單孔魨
膨脹單孔魨又名膨脹魨為輻鰭魚綱魨形目四齒魨亞目四齒魨科的其中一種，為熱帶淡水魚，分布於亞洲湄公河流域，本魚背面綠褐色到黑色，腹部白色，背面與頭側與身體有很多的小黑色的斑點，體長可達18.5公分，棲息在底層水域，生活習性不明。

## 扩展阅读
維基物種上的相關：膨脹單孔魨